# Керенд-э-Герб
Кере́нд-э-Герб, или Кере́нд, или Кара́нд, или Кари́нд (перс. كرندغرب‎) — небольшой город на западе Ирана, в провинции Керманшах. Административный центр шахрестана Далаху.
На 2006 год население составляло 7 894 человека.

## География
Город находится в западной части Керманшаха, в горной местности западного Загроса, на высоте 1 741 метра над уровнем моря.
Керенд-э-Герб расположен на расстоянии приблизительно 75 километров к западу от Керманшаха, административного центра провинции и на расстоянии 480 километров к юго-западу от Тегерана, столицы страны.